# Turistická značená trasa 1101
Turistická značená trasa 1101 je modře vyznačená 6 kilometrů dlouhá pěší trasa Klubu českých turistů vedená z Čimic do Bohnic údolím Vltavy. Mezi Čimicemi a údolím Vltavy překonává výškový rozdíl 126 metrů, mezi údolím Vltavy a Bohnicemi rozdíl 89 metrů.

## Popis trasy
Z konečné MHD v Čimicích vychází trasa jižním směrem. Po hlavní ulici sestoupá k rybníku, před kterým zabočí na západ, mine jeho hráz a podél koryta Čimického potoka a menšího rybníčka dojde na rozcestí nezpevněných cest. Odtud vede severně a na dalším rozcestí západně a sestoupá po zalesněné stráni do údolí k Drahanskému potoku. Podél něj dojde až k jeho ústí do Vltavy. U Vltavy se stočí jižně, vede podél řeky proti jejímu proudu, projde kolem opuštěného areálu Nobelovy dynamitky, pod skalami s přírodní památkou Zámky a dojde mezi domky ke konečné MHD u psího útulku. Ještě před touto konečnou zabočí na východ na lesní cestu, přejde můstek přes koryto Bohnického potoka a lesem podél tohoto koryta, podél zarostlé bývalé vinice a poté zalesněnou strání vystoupá k zahrádkářské kolonii. Zde je odbočka k vyhlídce a ke starému ústavnímu hřbitovu. Od rozcestí vede trasa dál travnatou cestou na východ a obejde kolonii až k asfaltové ulici. Touto ulicí nejdříve sestoupá na křižovatku uprostřes starých Bohnic a odtud rovně do mírného kopce nahoru ke kostelu a konečné MHD, kde končí.
| Km | Místo                   | Navazující a křižující trasy | Nadm. výška |
| -- | ----------------------- | ---------------------------- | ----------- |
| 0  | Čimice (bus)            | 3008, 6020                   | 301 m       |
| 3  | Drahanské údolí         | 0005, 6020                   | 175 m       |
| 4  | Zámky                   | 0005                         | 184 m       |
| 5  | Bohnice (odb. k vyhl.)  |                              | 258 m       |
| 6  | Bohnice u kostela (bus) |                              | 273 m       |

## Zajímavá místa
- kaple svatého Jana Nepomuckého
- Čimická tvrz - archeologická lokalita
- Čimické údolí - přírodní památka
- Drahanské údolí - přírodní památka
- Dynamitka Bohnice
- Zámka - výšinné hradiště (archeologická lokalita)
- Zámky (přírodní památka)
- Lísek (usedlost) - zaniklá viniční usedlost
- Bohnické údolí - přírodní památka
- Bohnický ústavní hřbitov
- Psychiatrická nemocnice Bohnice
- Bohnice (zámek)
- Kostel svatého Petra a Pavla
- Vraných statek

## Veřejná doprava
Cesta začíná u zastávky MHD Sídliště Čimice, prochází kolem zastávek Čimice, Zámky a U Drahaně a končí u zastávky Staré Bohnice.